# Johnny O'Keefe
John Michael 'Johnny' O'Keefe (Sydney, 19 januari 1935 - Darlinghurst, 6 oktober 1978) was een Australische rock-'n-roll-zanger.

## Jeugd
O'Keefe's vader, die een meubelzaak runde in Sydney, was lid van een jazzband. Hijzelf leerde piano spelen, zong in het schoolkoor en trad ook eenmaal op in de radio. Na afsluiting van de school werkte hij in het familiebedrijf en formeerde hij in 1956 met Dave Owens The Dee Jays. Daaruit ontstond een zeskoppige band, die regelmatig optrad en in 1957 ook twee singles publiceerde.

## Carrière
In het voorjaar van 1958 nam Johnny O'Keefe onder zijn naam de song The Wild One op, waaraan hij zelf had meegeschreven. Het werd zijn eerste hit met een 20e plaats in de Australische hitlijst. Het was tevens de eerste rock-'n-roll-single uit eigen productie, die dat klaarspeelde. De song werd ook gecoverd in het buitenland en tijdens de jaren 1980 had Iggy Pop daarmee zijn eerste en tegelijk zijn grootste hit onder de gewijzigde titel Real Wild Child.
Ook O'Keefe was succesvol met coverversies, waaronder Shout van The Isley Brothers. Daarna probeerde hij zijn geluk in de Verenigde Staten, hetgeen hem echter, ondanks zijn uitgebreide tournee door het land, niet lukte. In zijn geboorteland bleef hij echter een grote ster en kon tot 1963 vier keer de toppositie van de hitlijst innemen. Daarbij kreeg hij een eigen show bij de Australische radio en televisie.
Weliswaar kreeg hij tijdens deze periode ook gezondheidsklachten. Al in 1960 kreeg hij een zwaar auto-ongeluk, dat hem wekenlang buitenspel zette. In het daaropvolgende jaar had hij na een tweede Amerikaanse tournee een zenuwinzinking en weer een jaar later een terugval, waardoor hij twee maanden moest doorbrengen in het ziekenhuis.
In 1964 had hij met She Wears My Ring nog eenmaal een grote hit, maar de rock-'n-roll bevond zich reeds wereldwijd op zijn retour en de beatmuziek beleefde zijn opkomst. Zijn succes verminderde en tijdens de daaropvolgende jaren trad hij alleen nog op in clubs en bij evenementen. In 1974 had hij nog een late hit met Mockingbird, een cover van een hit uit de jaren 1960. Daarna ging hij met zijn show The Good Old Days of Rock'n'Roll succesvol op tournee. 

## Privéleven en overlijden
Nadat hij al van 1958 tot 1966 getrouwd was geweest, trouwde hij in 1975 opnieuw en drie jaar later openden ze in Sydney een boetiek. Nog in hetzelfde jaar overleed Johnny O'Keefe op 43-jarige leeftijd aan een overdosis medicamenten.

## Onderscheidingen
In 1988 was Johnny O'Keefe een van de eerste artiesten, die in de pas opgerichte ARIA Hall of Fame werden opgenomen.

## Discografie
Klasseringen in de Australische charts voor zover bekend:
- 1958: Wild One (20e plaats)
- 1958: So Tough
- 1959: Shout (3e plaats)
- 1960: She's My Baby (1e plaats)
- 1960: Don't You Know (Pretty Baby) / Come On and Take My Hand (1e plaats)
- 1961: I'm Counting on You / Right Now (1e plaats)
- 1962: Sing
- 1962: I Thank You
- 1963: Move Baby Move / You'll Never Cherish a Love So True (1e plaats)
- 1964: She Wears My Ring
- 1973: Mockingbirds (met Margaret McLaren, 8e plaats)